# Dominguinhos Ao Vivo
Dominguinhos Ao Vivo é um álbum do músico brasileiro Dominguinhos, lançado em 2000 com o selo Velas. O álbum foi gravado ao vivo no Teatro do Sesc Pompéia, em São Paulo.
Em 2001, o álbum foi indicado ao Grammy Latino, na categoria Melhor Álbum de Música Regional ou de Raízes Brasileiras.

## Faixas
01. De Volta Pro Aconchego, Gostoso Demais, Tenho Sede - 7:37

02. Chega Morena, Numa Sala de Reboco - 2:33

03. Eu Me Lembro, Zé Do Rock - 3:36

04. Doidinho, Doidinho - 1:43

05. Gandaiera, No Puladinho, Derramaro O Gai - 4:00
	
06. Retrato Da Vida - 2:30

07. Tantas Palavras - 3:41

08. Xote Da Navegação - 2:49

09. Contrato de Separação - 3:16
	
10. Lamento Sertanejo - 5:30

11. Abri a Porta - 2:28

12. Estação - 2:09

13. Balance Eu - 2:24

14. Riacho Do Navio, A Vida Do Viajante - 3:46
	
15. Eu Só Quero Um Xodó - 2:57

16. Alegria de Pé de Serra, Isso Aquí Tá Bom Demais, Pedras Que Cantam - 3:37